# Аліково (Аліковський район)
А́ліково (рос. Аликово, чув. Элĕк) — село у Чувашії Російської Федерації, центр Аліковського сільського поселення та всього Аліковського району.
Населення — 2653 особи (2010; 2914 в 2002, 1400 в 1979, 990 в 1939, 271 в 1926, 201 в 1898, 207 в 1859).
Національний склад (на 2002 рік):
- чуваші — 94 %

## Історія
Історичні назви — Успенське, Алепово. До 1866 року селяни мали статус державних, займались землеробством, тваринництвом. Діяв храм Успіння Пресвятої Богородиці (1744–1933, відновлений 1994 року). 1854 року відкрито парафіяльне училище, 1913 року — фельдшерська дільниця. На початку 20 століття діяло 9 магазинів, ринок. 1930 року створено колгосп «Більшовик».
До 1927 року село входило до складу Аліковської сотні Аліковської волості Курмиського повіту та Шуматовської волості Ядринського повіту. З переходом на райони 1927 року — спочатку у складі Аліковського, у період 1962–1965 років — у складі Вурнарського, після чого знову передане до складу Аліковського району. Волосний центр до 1927 року, районний центр у 1927–1962 роках та з 1965 року.

## Господарство
У селі діють школа, школа мистецтв, ДЮСШ, культурно-побутовий центр, центральна бібліотека, центральна дитяча бібліотека, 2 дитячих садки, центральна лікарня, 2 аптеки, кабінет лікаря загальної практики, народний літературно-краєзнавчий музей, спортивний комплекс, молитовний дім, парк, пошта та відділення банку, друкарня, 29 магазинів, 14 їдалень, 8 ательє, ринок, пекарня, ТОВ «Аліковський плодокомбінат», ВАТ «Аліковська сільгоспхімія», ТОВ «Агрофірма Аліковська», 12 КФГ, будівельні організації ТОВ «МСО Аліковська», ТОВ «Будівельник», ТОВ «Будмонтаж». Село газифіковане, проведено водопостачання та централізоване опалення.